# Piotr Kolesar
Piotr Kolesar (* 14. Juni 1910 in Zakopane; † März 1940 ebenda) war ein polnischer Skispringer.

## Werdegang
Kolesar, der für TS Wisła Zakopane startete, nahm an insgesamt fünf Nordischen Skiweltmeisterschaften teil. Bei den Nordischen Skiweltmeisterschaften 1929 im heimischen Zakopane belegte er nach Sprüngen auf 39,0 und 41,0 Metern den 30. Platz. Vier Jahre später waren seine Hoffnungen auf einen vorderen Platz früh erledigt gewesen, da er im ersten Durchgang des Sprungwettbewerbs 1933 stürzte und schließlich mit Weiten auf 54,0  und 56,0 Metern Rang 61 erreichte. Eine Woche später gewann Kolesar seine erste nationale Medaille, als er von der Wielka Krokiew Zweiter hinter Stanisław Marusarz wurde. Bei den Weltmeisterschaften 1934 in Sollefteå belegte Kolesar den 34. Platz, während er sich 1935 in Vysoké Tatry auf Rang 27 einreihte. Im Januar 1937 gewann er von der Łabajów in Wisła die Bronzemedaille bei den polnischen Meisterschaften. Sein bestes Weltmeisterschaftsresultat gelang ihm bei seiner letzten Teilnahme 1939 in Zakopane mit dem 22. Platz nach Sprüngen auf 57,0 und 65,0 Metern.

## Ermordung
Kolesar agierte während des Zweiten Weltkrieges als Kurier in einer Untergrundbewegung. Schließlich wurde er aufgrund von Komplizenschaft bei Kurierüberweisungen festgenommen und im März 1940 während der Ermittlungen im Palast des Gestapo-Hauptquartiers in Zakopane ermordet.